# 伯格爾岩
伯格爾岩（英語：Bergel Rock）是南極洲的岩石，位於昆塔納島以南1.9公里，屬於威廉群島的一部分，由英國南極名稱諮詢委員會命名，現時由南極條約體系管理。